# София Фридерика Мекленбургская
София Фридерика Мекленбургская (нем. Sophia Friederike, Herzogin zu Mecklenburg-Schwerin; 24 августа 1758, Шверин — 29 ноября 1794, Копенгаген) — принцесса Мекленбургская, наследная принцесса Дании.
София Фридерика — дочь герцога Людвига Мекленбургского и его супруги Шарлотты Софии Саксен-Кобург-Заальфельдской, дочери герцога Франца Иосии Саксен-Кобург-Заальфельдского.
21 октября 1774 года в Копенгагене состоялась ее свадьба с наследным принцем Фредериком Датским, сыном короля Дании Фредерика V и его второй супруги Юлианы Брауншвейгской, дочери герцога Фердинанда Альбрехта II Брауншвейг-Вольфенбюттельского.
В браке родились (помимо двух мертворожденных дочерей и принцессы Юлианы Мари, умершей во младенчестве):
- Кристиан VIII, король Дании (1786—1848);
- Юлиана (1788—1858), замужем за ландграфом Вильгельмом Гессен-Филипсталь-Бархфельдским;
- Луиза Шарлотта (1789—1844), замужем за курфюрстом Вильгельмом Гессен-Кассельским;
- Фердинанд (1792—1863), женат на принцессе Каролине Матильде, дочери короля Дании Фредерика VI.